# محیرجه
محیرجه یک منطقهٔ مسکونی در قطر است که در شهرداری الریان واقع شده‌است. محیرجه ۴٫۰ کیلومتر مربع مساحت دارد ۲۱ متر بالاتر از سطح دریا واقع شده‌است.